# Jane Bolin
Jane Matilda Bolin (Poughkeepsie, 11 de abril de 1908-Queens, 8 de enero de 2007) fue la primera mujer afrodescendiente en graduarse en Derecho por la Universidad de Yale, la primera en unirse al Colegio de Abogados de Nueva York (New York City Bar Association) y la primera en trabajar para el ayuntamiento en el New York City Law Department. Fue además la, primera mujer afrodescendiente en ser jueza, ejerciendo como tal en un tribunal de familia de Nueva York en 1939.

## Biografía
Jane Matilda Bolin nació el 11 de abril de 1908 en Poughkeepsie, New York. Era la pequeña de cuatro hermanos. Su padre, Gaius C. Bolin, era abogado y la primera persona afrodescendiente en graduarse en el Williams College, y su madre, Matilda Ingram Emery, era una inmigrante de las islas británicas que murió cuando  Bolin tenía tan sólo 8 años. Su padre ejerció la abogacía en Dutchess County durante 50 años y fue el primer presidente afrodescendiente del Colegio de Abogados de Dutchess County.
Como hija de una pareja interracial, Bolin sufrió discriminación en Poughkeepsie; hubo negocios que se negaron a darle servicio. Bolin creció influenciada por artículos e imágenes de ajusticiamientos extrajudiciales de afrodescendientes del sur en  The Crisis, que era la revista oficial de la National Association for the Advancement of Colored People. Bolin fue miembro activo de la Smith Metropolitan AME Zion Church.
Después de ir al instituto en Poughkeepsie, Bolin no la dejaron matricularse en el Vassar College que en aquel momento no aceptaba estudiantes afrodescendientes. Con 16 años se matriculó en el Wellesley College en Massachusetts dónde era una de los dos únicos estudiantes afrodescendientes de primer año. Ante el rechazo de los estudiantes blancos, ella y el otro estudiante afrodescendiente se fueron a vivir juntos fuera del campus. Un asesor del Wellesley College trató de persuadirla de solicitar plaza en la Universidad de Yale por su raza y por su género.  Se graduó en 1928 entre los 20 mejores de su clase y se matriculó en la Yale Law School en la que era la única estudiante afrodescendiente y una de las únicas tres mujeres. Fue la primera mujer afrodescendiente en graduarse en derecho por la universidad de Yale en 1931 y aprobó el examen del Colegio de Abogados del estado de Nueva York en 1932.

## Carrera profesional
Ejerció con su padre en Poughkeepsie durante un breve periodo de tiempo antes de aceptar un puesto de trabajo en el ayuntamiento de Nueva York. Se casó con el abogado Ralph E. Mizelle en 1933, con quien también ejerció la abogacía en Nueva York. Mizelle fue miembro del Gabinete Negro de Franklin Delano Roosevelt, antes de morir en 1943. Bolin volvió a casarse con Walter P. Offutt, Jr., ministro De la Iglesia que moriría en 1974. Bolin se presentó como candidata para la New York State Assembly con el partido Republicano en 1936, sin salir elegida. A pesar de ello, el haber sido candidata aumentó su reputación en el círculo político de Nueva York.
El 22 de julio de 1939, en la New York World’s Fair, el alcalde de Nueva York Fiorello La Guardia la nombró jueza del tribunal de familia. Durante 20 años, ella fue la única jueza afrodescendiente del país. Ejerció como jueza durante 40 años, siendo el cargo renovado en tres ocasiones, hasta que se jubiló a los 70 años. Trabajó en defensa de unos servicios de infancia integradores desde el punto de vista racial, asegurándose de que se asignaban funcionarios independientemente de su raza o religión, y de que las agencias de cuidado a la infancia financiadas con fondos públicos aceptarán a los niños sin tener en cuenta su etnia.
Bolin fue muy activista en defensa de los derechos de la infancia y de la educación. Fue asesora legal del National Council of Negro Women. También fue consejera de la NAACP, de la National Urban League, del City-Wide Citizens' Committee en Harlem, y del Child Welfare League. Aunque abandonó la NAACP como resultado de su repuesta al macartismo, siguió muy activa en el Movimiento de Derechos Civiles. Bolin también luchó contra la discriminación racial de grupos religiosos apoyando la apertura de una escuela para niños negros en la ciudad de Nueva York.
Recibió reconocimientos honoríficos de Tuskeegee Institute, Williams College, Hampton University, Western College for Women y de la Morgan State University.[cita requerida]